# 许翙
许翙（341年—370年），字道翔，小名玉斧，丹阳郡句容县（今江苏省句容）人，东晋道士，許謐的儿子。
许翙自幼聪敏，丹阳郡推举他为上计掾、主簿，都不就任。许翙鄙视世务，勤于修习道经，居住在雷平山下方隅山洞方原馆中。死后被奉为侍帝晨右仙公，按《真灵位业图》列入第二右位。